# Мартано
Мартано (італ. Martano, сиц. Martanu) — муніципалітет в Італії, у регіоні Апулія,  провінція Лечче.
Мартано розташоване на відстані близько 530 км на схід від Рима, 160 км на південний схід від Барі, 21 км на південний схід від Лечче.
Населення — 9303 особи (2014).

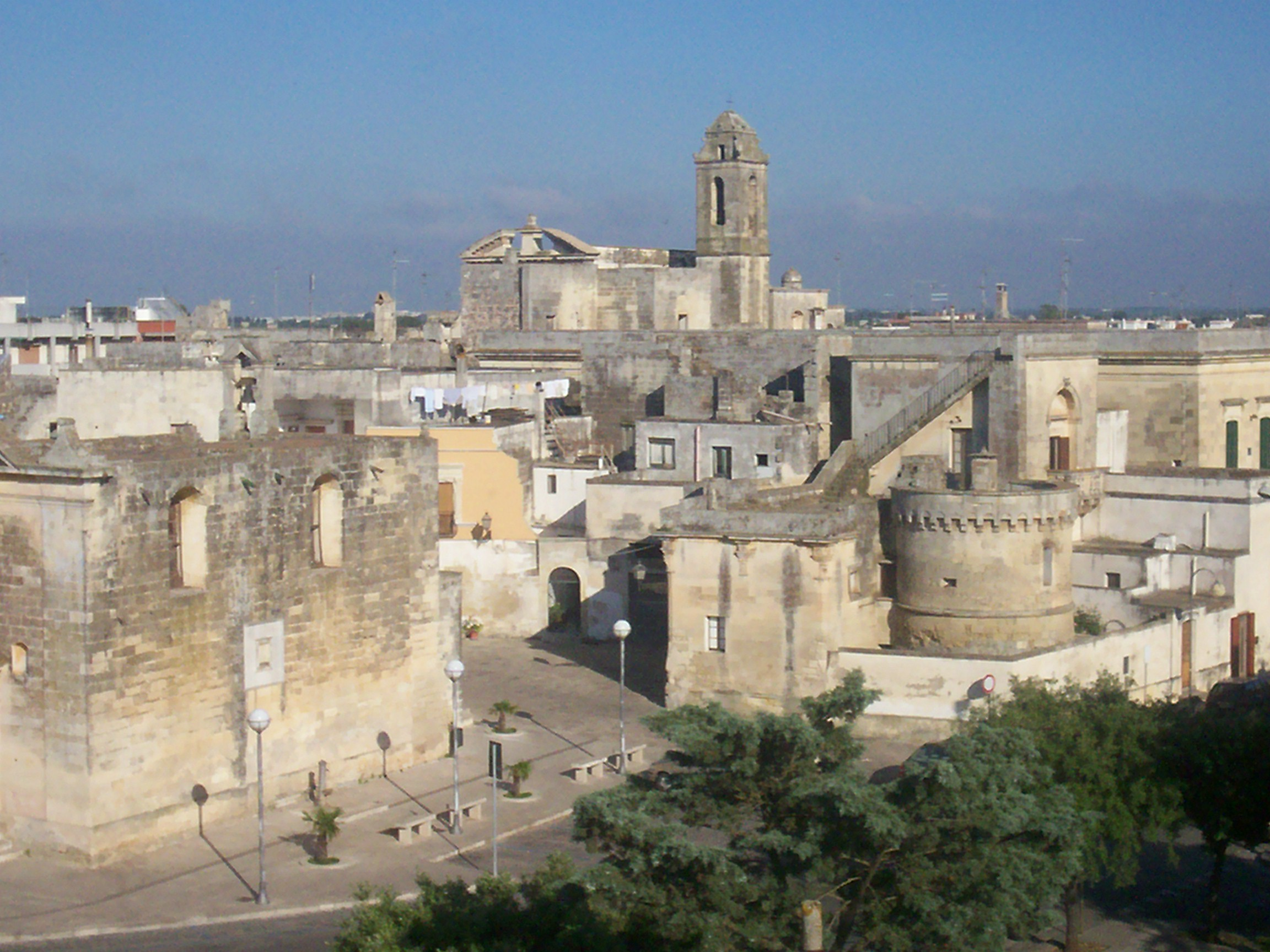

Щорічний фестиваль відбувається 15 серпня. Покровителька — Богородиця Небовзята.

## Демографія
Населення за роками:

Станом на 1 січня 2023 року в муніципалітеті офіційно проживав 191 іноземець з 33 країн, серед них 85 громадян країн Євросоюзу.

## Сусідні муніципалітети
- Калімера
- Карпіньяно-Салентино
- Кастриньяно-де'-Гречі
- Корильяно-д'Отранто
- Мартіньяно
- Солето
- Цолліно